# Герб Токмака
Герб Токмака́ затверджений рішенням Токмацької міської ради.

## Опис
Герб міста Токмак являє собою щит із закругленою нижньою частиною, висота якого в співвідношенні до ширини дорівнює 8:7.
Верхня частина (0,55 висоти щита) розділена навпіл вертикальною лінією, яка на відстані 0,2 від загальної висоти щита, розходиться в обидві сторони у вигляді двох дуг кола. Такий розподіл верхньої і нижньої частин щита герба нагадує контур гори Токмак, яка стала безмовним свідком всіх подій краю за весь час його розвитку.